# Josef Gräßl
Josef Gräßl (* 10. Juni 1887 in Stadtamhof; † 29. April 1964 in Regensburg) war ein deutscher Bäckermeister und Kommunalpolitiker. Mitglieder seiner Familie betrieben in Stadtamhof im 19. und im 20. Jahrhundert über vier Generationen eine Bäckerei und waren zudem Stadträte und Bürgermeister in Stadtamhof bzw. nach 1924, nach der Eingemeindung von Stadtamhof Stadträte in Regensburg.

## Werdegang
Gräßl legte 1913 die Meisterprüfung im Bäckerhandwerk ab und übernahm nach Kriegsdienst 1918 das elterliche Geschäft. Vor 1933 war er 2. Obermeister der Bäckerinnung Regensburg und ab 1945 kommissarischer Obermeister und Kommissar für die Meisterprüfungen.
Von 1919 bis 1924 vertrat er die Bayerische Volkspartei im Stadtrat von Stadtamhof und nach der Eingemeindung 1924 bis 1933 war er Mitglied im Stadtrat von Regensburg. Ab 1946 gehörte er als Abgeordneter der CSU wieder dem Stadtrat von Regensburg an.
Von Dezember 1947 bis Dezember 1959 war er Vertreter des Handwerks im Bayerischen Senat.

## Auszeichnungen Ehrungen
- 1948: Silberne Bürgermedaille der Stadt Regensburg. Nach der Familie benannt ist die Gräßlstraße in Stadtamhof.[1]